# 広島はつかいち大橋
広島はつかいち大橋（ひろしまはつかいちおおはし）は、広島県廿日市市と広島市佐伯区を結ぶ広島湾岸に架かる道路橋。

## 概要
1997年着工。2001年8月10日開通。県土木局の独立機関であり広島港を管理する広島港湾振興事務所が管理している。総事業費100億円。
広島港臨港道路の廿日市草津線筋の橋。片側1車線で北側に歩道がある。廿日市の材木港沖の埋立地と五日市地区埋立地を結んでいる。宮島街道や西広島バイパスの交通渋滞緩和と、広島南道路開通までに暫定供用する廿日市草津線整備の一環として建設された。将来的にはこの橋は広島南道路の高架の両脇を通る側道橋の1つとなる予定である。
特徴として、廿日市港を利用する船舶の航路確保のために橋梁中央部は海面から21メートルの高さにあり、五日市側から5.3%・廿日市側からは6.0%の急勾配で設計されている。また震度6から7を耐えうる設計を行っており、架橋工事が終わった後の2001年3月に起きた芸予地震（佐伯区・廿日市市ともに震度5強を観測）でも目立った被害はなかった。主径間の橋種は鋼とコンクリートの特性を活かした複合ラーメン橋と呼ばれる県内でも珍しい構造である。

## 諸元

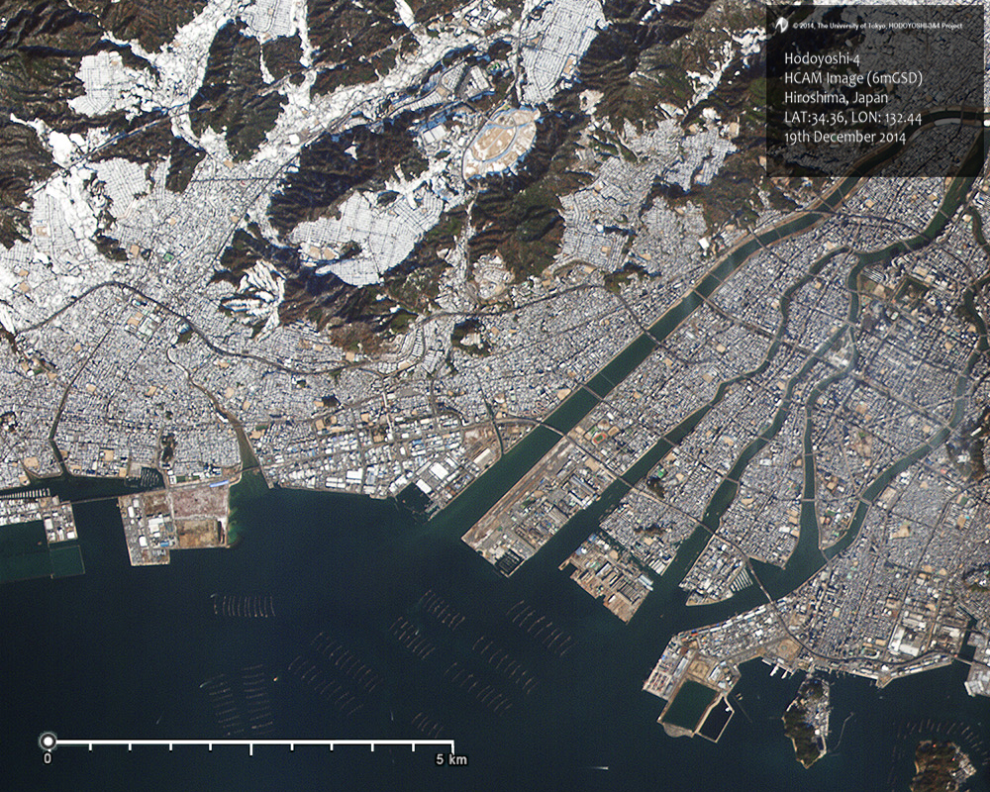
2014年。左下端の橋が広島はつかいち大橋。この下（南側）を広島南道路が通ることになる。

- 路線名：臨港道路廿日市草津線
- 橋長：835メートル[8]（うち海上部660メートル[5][9]）
- 支間長：93.5メートル+2@95.0メートル+150.0メートル+112.5メートル+110.9メートル[9]
- 全幅：12.5メートル[8]（幅員：11.5メートル[9]）
- 橋種：6径間連続鋼床版複合ラーメン橋[8]（RC橋脚+鋼箱桁橋[9]）
- 設計：日本構造橋梁研究所[10]
- 施工：三菱重工業・石川島播磨重工業・日立造船JV、三菱重工業・日立造船JV[9]

## 備考
- 橋名は県主催の公募で決定、1,873点の中から「地域の人々に馴染みやすく親しみやすい」理由で選ばれた[4]。そのほか、「廿日市大橋」「はつかいち大橋」「広島西ベイブリッジ」の3点が優秀作として表彰されている[4]。
- 2005年公開映画『カスタムメイド10.30』において、木村カエラ演じる主人公の小林マナモが原付バイクで疾走するシーンに登場する橋である。
- 上記の通り、廿日市側からの縦断勾配が6.0%と急勾配の橋である。2014年山陰地方の江島大橋が「ベタ踏み坂」としてクローズアップされた際（勾配6.1%）に、広島にもあるベタ踏み坂の橋としてメディアに紹介されている[11]。なお廿日市草津線の道路規格は第4種1級（設計速度60km/時）[12]であり、道路構造令第20条で規定されている最大縦断勾配は標準値で5%・特例値で7%であることから特例値を採用したことになる（なお臨港道路は道路法ではなく港湾法によるものであるため必ずしも構造令に従ったものではない）。また県内には6%を超える橋は他にもある[7]。
- 2008年に補修工事を行っている[13]。これは、上部工工事業者の3者JVが伸縮装置設置の際に鉄筋を188本切った上で設置した、つまり施工不良が発覚したためその撤去を前提とした補修工事が行われたもの。合わせて3者には2008年3月から6ヶ月間指名停止処分が下されている[14]。

## ギャラリー

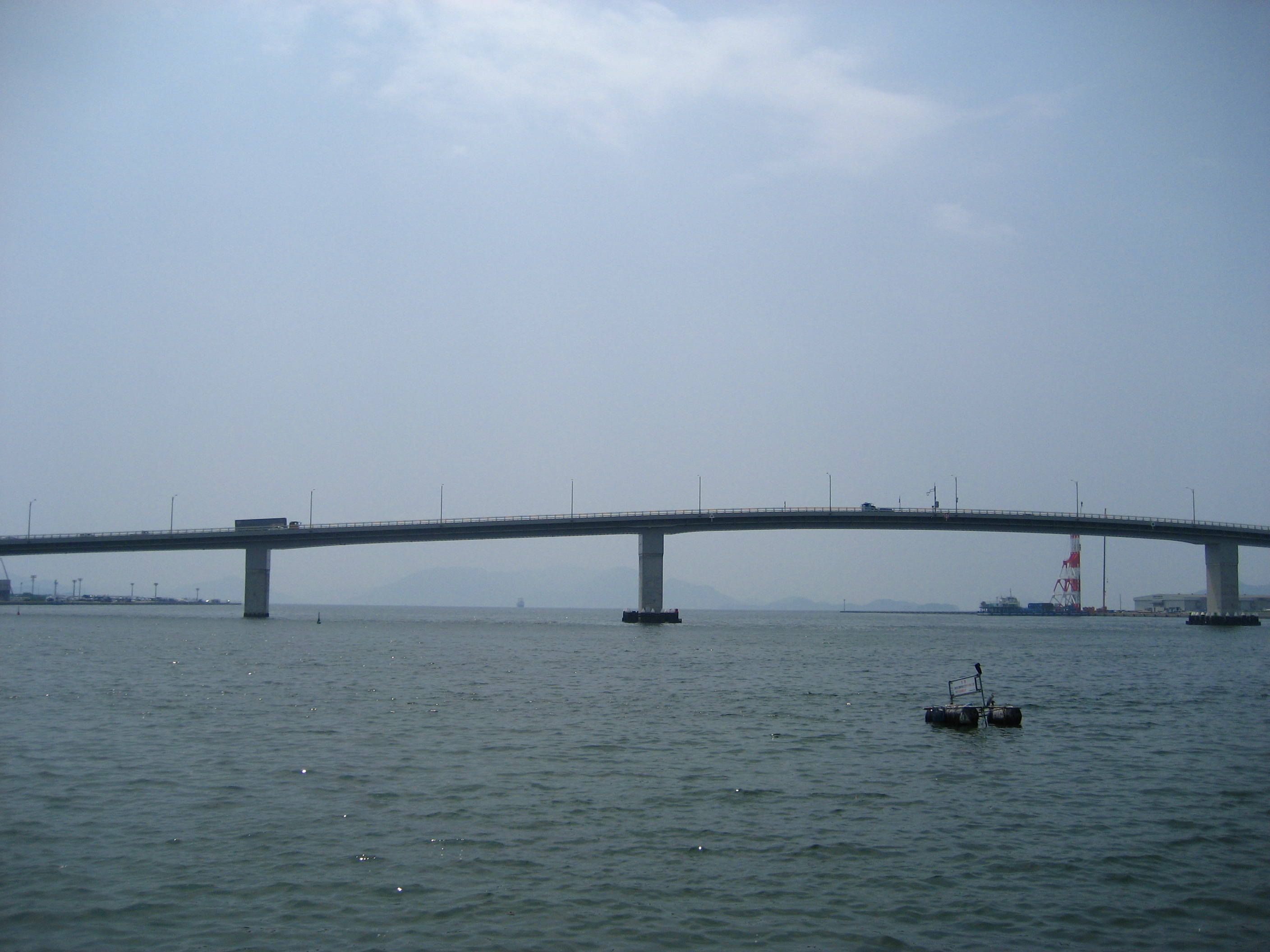
北側から撮影
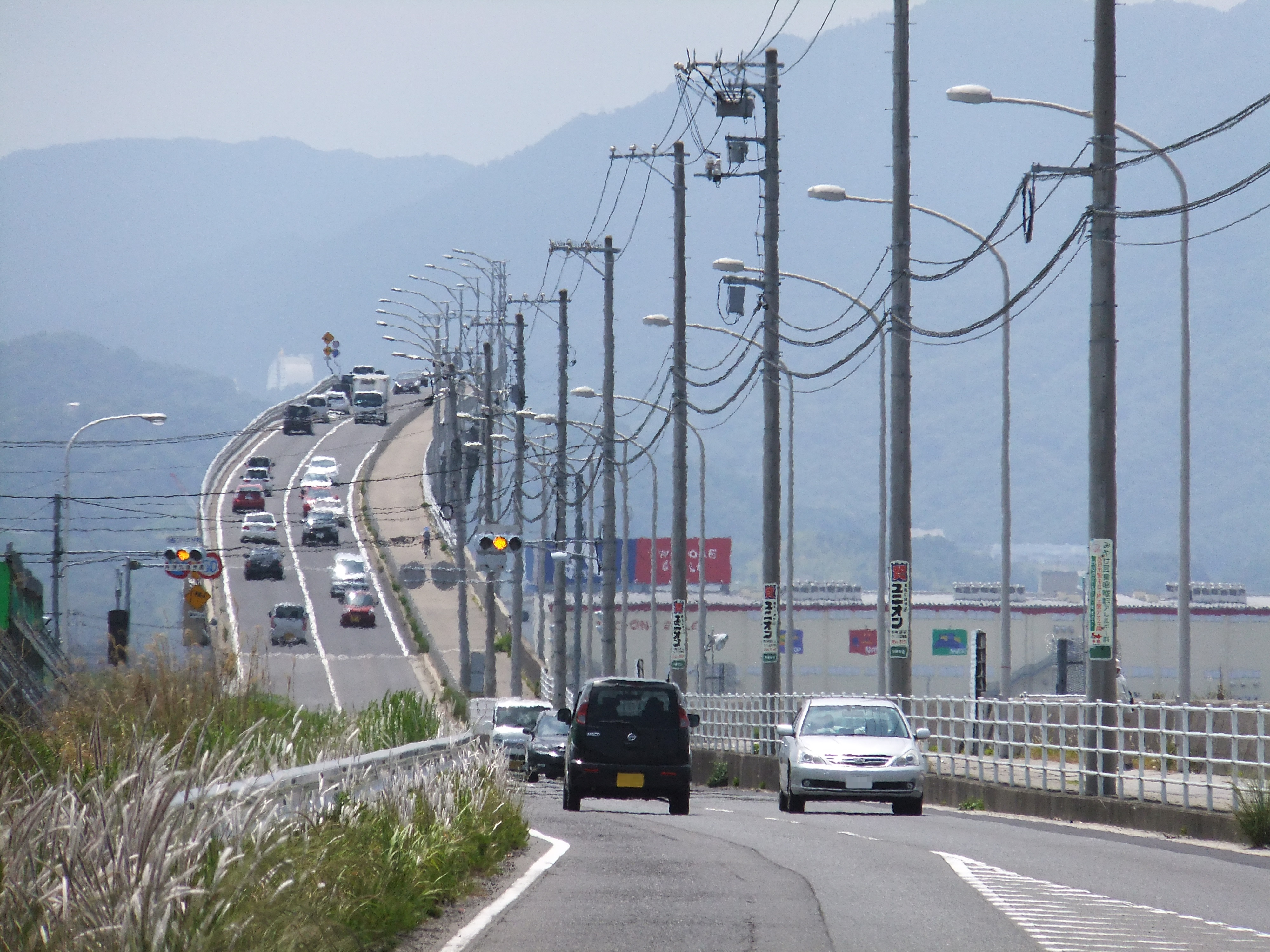
五日市側より橋を撮影
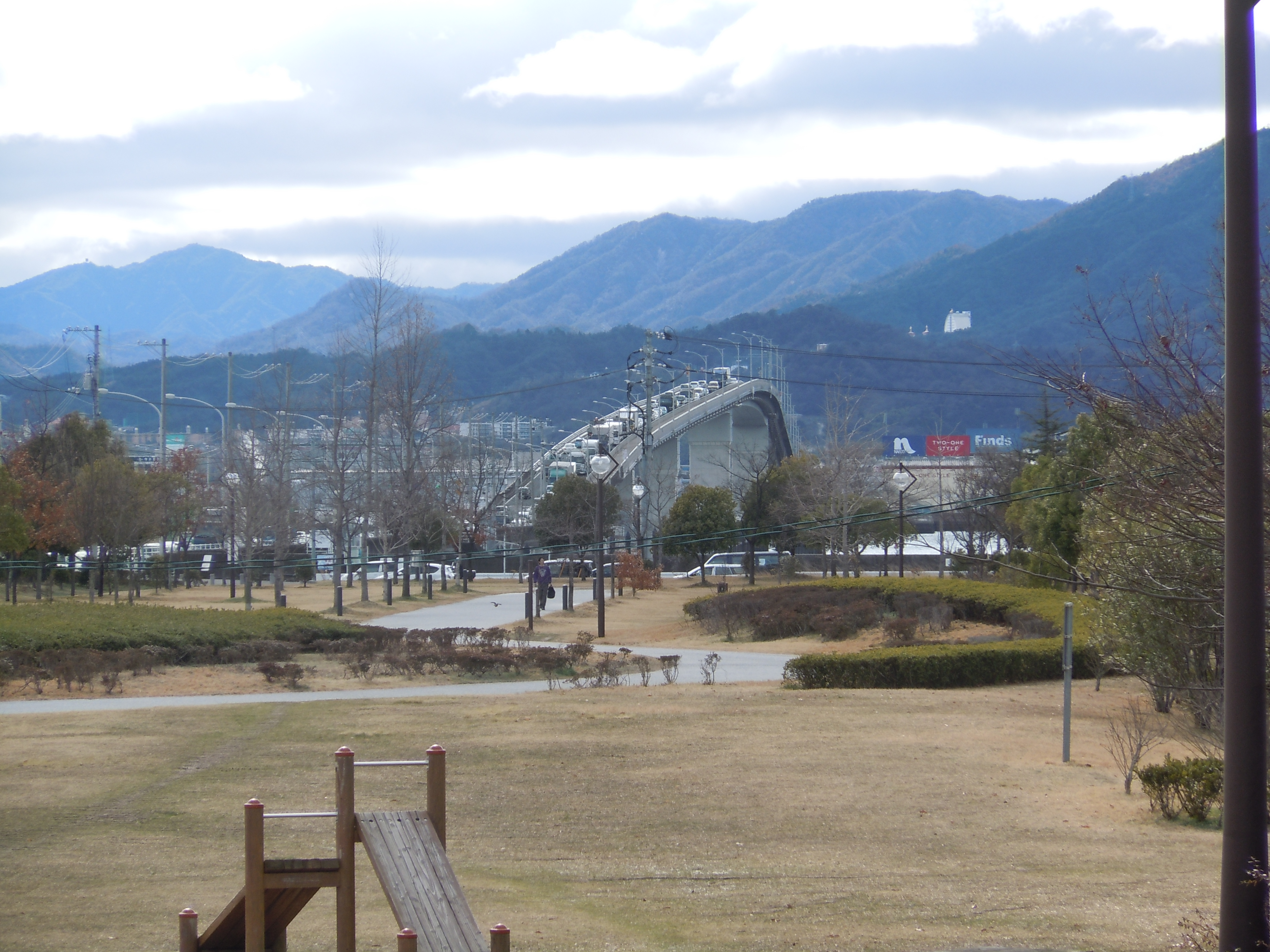
東側、みずとりの浜公園から撮影
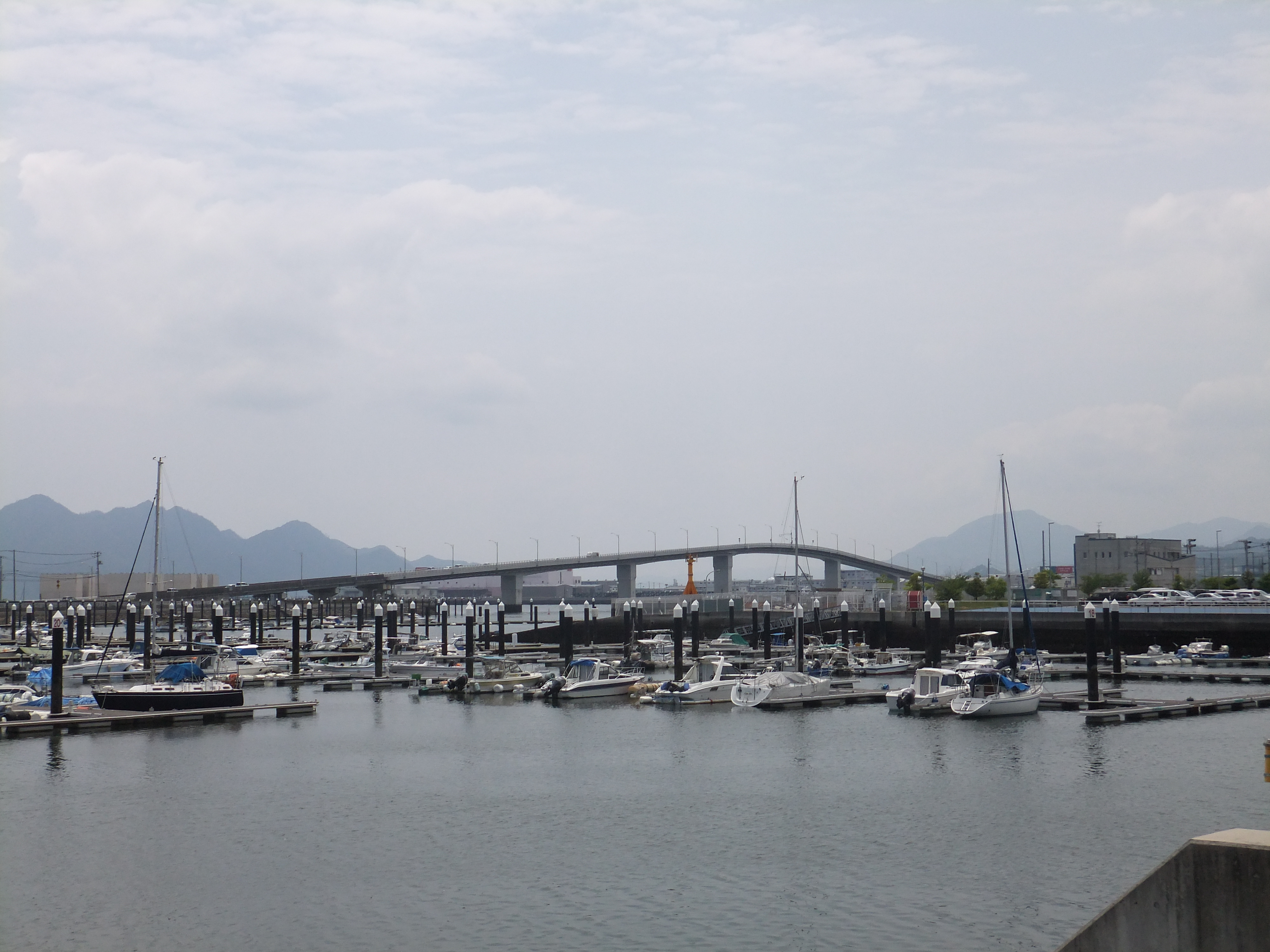
ヨットハーバーより